# Починок, Александр Петрович
Алекса́ндр Петро́вич Почино́к (12 января 1958, Челябинск — 16 марта 2014, Москва) — российский государственный деятель, экономист. Министр по налогам и сборам (1999—2000), министр труда и социального развития (2000—2004).

## Биография

Могила Починка на Новодевичьем кладбище Москвы

Родился 12 января 1958 года в Челябинске. Окончил среднюю школу с золотой медалью, инженерно-строительный факультет Челябинского политехнического института имени Ленинского комсомола (1980) по специальности «инженер-экономист», аспирантуру Института экономики АН СССР (1985), кандидат экономических наук (1986).
- В 1980—1990 годах — стажёр-исследователь, младший научный сотрудник, научный сотрудник, старший научный сотрудник Института экономики Уральского отделения АН СССР.
- В 1990—1993 годах — народный депутат России по Челябинскому национально-территориальному округу № 81, член Совета Национальностей Верховного Совета России, секретарь, заместитель председателя, председатель Комиссии по бюджету, планам, налогам и ценам Совета Республики Верховного Совета России. Член Комитета Верховного Совета по вопросам межреспубликанских отношений, региональной политике и сотрудничеству. Работал в депутатских группах «Чернобыль» и «Смена (Новая политика)», входил в состав фракции «Левый центр — сотрудничество» и группы «Реформа армии».
- В сентябре 1993—1994 — заместитель министра финансов Российской Федерации[10], председатель Комиссии по передаче дел упразднённого Верховного совета России.
- В 1993—1995 годах — депутат Госдумы 1-го созыва от Магнитогорского избирательного округа Челябинской области № 185, член фракции «Выбор России». В марте 1994 года член инициативной группы по созданию партии Демократический выбор России (ДВР).
- В 1995—1997 годах — депутат Госдумы 2-го созыва, член комитета Госдумы по бюджету, налогам, банкам и финансам, член депутатской группы «Российские регионы». Одновременно — заместитель председателя контрольно-бюджетной комиссии Межпарламентской ассамблеи государств — участников СНГ.
- В 1997—1998 годах — руководитель Государственной налоговой службы России.
- В 1998—1999 годах — начальник департамента финансов и денежно-кредитного регулирования аппарата Правительства России.
- В 1999—2000 годах — министр России по налогам и сборам.
- В 2000—2004 годах — министр труда и социального развития Российской Федерации.
- В 2004 году — помощник председателя правительства России Михаила Фрадкова.
- С декабря 2004 года — заместитель полномочного представителя президента России в Южном федеральном округе Дмитрия Козака.
- В 2007—2011 годах — член Совета Федерации — представитель от исполнительного органа государственной власти Краснодарского края[11].
- С января по июль 2012 года — член Совета Федерации от Пермского края[12]

С 1995 года — доцент, с 1997 года — профессор кафедры «Налоговая политика» Российского экономического университета имени Г. В. Плеханова.
В 2002 году, являясь членом жюри, судил финал Высшей лиги КВН.
С сентября 2012 года был приглашённым ведущим программы «Фискал» на радио Эхо Москвы.
15 марта 2014 года у него случился геморрагический инсульт. Врачи обнаружили у него внутричерепную гематому, но помочь не смогли. Спустя сутки после госпитализации в 71-ю городскую московскую больницу он умер. За несколько часов до смерти прошёл последний эфир программы «Фискал» с участием Починка, записанный 13 марта 2014 года.
Похоронен на Новодевичьем кладбище.

## Партийная принадлежность
- в 1993—2001 годах член партии Демократический выбор России, член политсовета.
- в 2001—2008 годах член партии Союз правых сил с момента основания.
- в 2012—2014 годах член партии Гражданская платформа. 27 октября 2012 года на съезде партии был избран в её федеральный комитет[19].

## Семья
Был женат два раза. Первая жена — Ирина, в браке с ней родилась дочь Ольга.
Однако через некоторое время А. Починок оставил семью, поскольку у него завязались отношения с одной из аспиранток, диссертационной работой которой он руководил. Дело закончилось разводом с Ириной и появлением новой жены — Натальи Грибковой (Починок). Во второй семье родилось двое детей: Пётр (2000), и Александр (2002).

## Публикации
Автор ряда книг, десятков научных трудов и статей, в том числе:
- Налоги и налогообложение в Российской Федерации: учебник. — М., 1999. (в соавторстве)
- Основы налоговой системы: учебное пособие для вузов. — М., 2000. (в соавторстве)
- О законах и доходах // Российский налоговый курьер. — 2000. — № 1.

## Взгляды
Был вице-президентом международного правозащитного движения «Мир без нацизма».
11 марта 2014 года в эфире российского телеканала «Дождь» А. Починок дал финансовую оценку аннексии Крыма:

Я всегда говорю о том, что на любое решение надо идти с открытыми глазами. Да, интересное, хорошее решение, вернули Крым — замечательно, только, ребята, давайте думать, от чего придётся отказываться, потому что это колоссальные деньги, это не миллиарды, это не десятки миллиардов, это не сотни миллиардов, это триллионы рублей

В тот же день свой взгляд на проблему Крыма он изложил в своём блоге:
Вспомните этот блог через годик — и не говорите, что это опять либералы все развалили. А ещё лучше запишите на бумажке вчерашние цены на водку, молоко, хлеб и в следующем году сравните.
Все разговоры о миллиарде долларов или нескольких десятках миллиардов рублей наивны. Минимальные затраты нашей экономики составят более 3 трлн рублей.

На надгробном памятнике политика высечены следующие его цитаты:
Гражданская позиция платить налоги неразрывно связана с правом налогоплательщика решать, на что государству их тратить.

У нашей страны светлое будущее. Россия обладает главным богатством. У неё светлое и талантливое подрастающее поколение. Я в это верю.

## Награды
- Медаль «В память 850-летия Москвы» (февраль 1997)
- Почётный работник Минтруда России (январь 2001)
- Почётная грамота Правительства Российской Федерации (18 мая 2000) — за заслуги перед государством и многолетний добросовестный труд[24]
- Медаль «За особый вклад в развитие Кузбасса» I степени (4 июня 2002)[25]
- Медаль «В память 300-летия Санкт-Петербурга» (февраль 2003)
- Благодарность Президента Российской Федерации (4 июля 2003) — за активное участие в подготовке и проведении референдума в Чеченской Республике
- Большой золотой почётный знак со звездой «За заслуги перед Австрийской Республикой» (2006, Австрия)[26]
- Почётный нефтегазостроитель (2003)
- Медаль ФНПР «100 лет профсоюзам России» (ноябрь 2004)
- Медаль «Совет Федерации. 15 лет» (октябрь 2008)[27]
- Почётный доктор Российского государственного социального университета (2002)[28].

## Чины
- Главный государственный советник налоговой службы (1997 год)

## Разное
Был активным нумизматом. Благодаря личным связям с бывшим президентом Украины Л. Д. Кучмой активно приобретал украинские юбилейные монеты крупными партиями.